# كين إيشيغورو
كين إيشيغورو (باليابانية: 石黒賢؛ بالكانا: いしぐろ けん) هو تارينتو ومترجم وممثل ياباني، ولد في 31 يناير 1966 في طوكيو في اليابان.

## وصلات خارجية
- كين إيشيغورو على موقع IMDb (الإنجليزية)
- كين إيشيغورو على موقع أول موفي (الإنجليزية)
- كين إيشيغورو على موقع قاعدة بيانات الفيلم (الإنجليزية)